# رامون فـان هارين
رامون فـان هارين (بالهولندية: Ramon van Haaren)‏ هو لاعب كرة قدم هولندي في مركز الدفاع، ولد في 16 سبتمبر 1972 في فالفايك في هولندا. لعب مع آر كي سي فالفيك ورودا كيركراده وسبارتا روتردام وفاينورد.